# 十津川村
十津川村（とつかわむら）は、奈良県の最南端に位置する村。吉野郡に属する。面積は672.38km²と、北海道・北方領土にある留別村、紗那村、留夜別村、蘂取村に次ぎ、日本で5番目に大きな面積を持つ村となる。しかし、北方領土は日本の施政権が及んでいないため、施政権の及ぶ範囲内では最も広い村であり、奈良県の市町村でも最大の面積を持つ。
紀伊半島の内陸にある山村で、三重県や和歌山県と県境を接する。

## 概要・地理
村域は東西幅33.4km、南北幅32.8kmと広大であり、面積は日本最大の湖である琵琶湖（669.23km²）や東京23区（627.51㎢）よりも広く、鉄線吊り橋（谷瀬の吊り橋）の長さ、村を通る路線バスの距離（八木新宮特急バス）でも日本一である。村の中央部を十津川が南流する。
十津川村は吉野地方のうち南部に分け入った奥吉野地方にあり、紀伊山地によって周囲との交通が隔絶されてきた。その影響で奥吉野方言は、近畿地方ではあるが東京式アクセントを用いる（言語島）。
実質公債費比率が奈良県内で最も低い市町村でもある。

### 隣接する自治体
- 奈良県
  - 五條市
  - 吉野郡上北山村
    - 下北山村
    - 野迫川村
- 三重県
  - 熊野市
- 和歌山県
  - 田辺市
  - 新宮市
  - 東牟婁郡北山村

### 区と大字
村内は下記7区の54の大字に分かれている。
中野村区（なかのむらく）
大字沼田原、大字長殿、大字旭、大字宇宮原、大字谷瀬、大字上野地、大字林、大字高津
神納川区（かんのがわく）
大字内野、大字山天、大字三浦、大字五百瀬、大字杉清
二村区（ふたむらく）
大字川津、大字風屋、大字滝川、大字内原、大字野尻、大字山崎、大字池穴
三村区（みむらく）
大字小井、大字湯之原、大字小森、大字小原、大字武蔵、大字大野
東区（ひがしく）
大字高滝、大字小川、大字上葛川、大字東中、大字神下、大字竹筒、大字玉置川、大字折立、大字山手谷
四村区（よむらく）
大字平谷、大字込之上、大字樫原、大字那知合、大字谷垣内、大字山手、大字猿飼、大字桑畑、大字七色
西川区（にしがわく）
大字重里、大字永井、大字玉垣内、大字今西、大字西中、大字小山手、大字小坪瀬、大字迫西川、大字上湯川、大字出谷

### 気候
- 気温 - 最高39.9℃（2024年（令和6年）8月2日）[5]、最低−7.2℃（1981年（昭和56年）2月27日）[5]
- 最大日降水量 - 591.5ミリ（2011年（平成23年）9月3日）[5]
- 最大瞬間風速 - 41.6メートル（2018年（平成30年）9月4日）[5]

| 風屋（十津川村風屋、標高301m）の気候   | 風屋（十津川村風屋、標高301m）の気候 | 風屋（十津川村風屋、標高301m）の気候 | 風屋（十津川村風屋、標高301m）の気候 | 風屋（十津川村風屋、標高301m）の気候 | 風屋（十津川村風屋、標高301m）の気候 | 風屋（十津川村風屋、標高301m）の気候 | 風屋（十津川村風屋、標高301m）の気候 | 風屋（十津川村風屋、標高301m）の気候 | 風屋（十津川村風屋、標高301m）の気候 | 風屋（十津川村風屋、標高301m）の気候 | 風屋（十津川村風屋、標高301m）の気候 | 風屋（十津川村風屋、標高301m）の気候 | 風屋（十津川村風屋、標高301m）の気候 |
| 月                                     | 1月                                  | 2月                                  | 3月                                  | 4月                                  | 5月                                  | 6月                                  | 7月                                  | 8月                                  | 9月                                  | 10月                                 | 11月                                 | 12月                                 | 年                                   |
| -------------------------------------- | ------------------------------------ | ------------------------------------ | ------------------------------------ | ------------------------------------ | ------------------------------------ | ------------------------------------ | ------------------------------------ | ------------------------------------ | ------------------------------------ | ------------------------------------ | ------------------------------------ | ------------------------------------ | ------------------------------------ |
| 最高気温記録 °C （°F）                 | 17.1 (62.8)                          | 20.9 (69.6)                          | 26.0 (78.8)                          | 31.6 (88.9)                          | 34.5 (94.1)                          | 36.9 (98.4)                          | 38.6 (101.5)                         | 39.9 (103.8)                         | 36.0 (96.8)                          | 30.4 (86.7)                          | 24.0 (75.2)                          | 21.7 (71.1)                          | 39.9 (103.8)                         |
| 平均最高気温 °C （°F）                 | 8.1 (46.6)                           | 9.4 (48.9)                           | 13.4 (56.1)                          | 19.2 (66.6)                          | 23.7 (74.7)                          | 26.1 (79)                            | 30.2 (86.4)                          | 31.4 (88.5)                          | 27.4 (81.3)                          | 21.6 (70.9)                          | 15.9 (60.6)                          | 10.3 (50.5)                          | 19.7 (67.5)                          |
| 日平均気温 °C （°F）                   | 3.4 (38.1)                           | 4.0 (39.2)                           | 7.3 (45.1)                           | 12.4 (54.3)                          | 17.0 (62.6)                          | 20.5 (68.9)                          | 24.3 (75.7)                          | 25.0 (77)                            | 21.6 (70.9)                          | 16.0 (60.8)                          | 10.4 (50.7)                          | 5.4 (41.7)                           | 14.0 (57.2)                          |
| 平均最低気温 °C （°F）                 | −0.3 (31.5)                          | −0.1 (31.8)                          | 2.3 (36.1)                           | 6.8 (44.2)                           | 11.6 (52.9)                          | 16.4 (61.5)                          | 20.4 (68.7)                          | 21.0 (69.8)                          | 17.9 (64.2)                          | 12.1 (53.8)                          | 6.3 (43.3)                           | 1.5 (34.7)                           | 9.7 (49.5)                           |
| 最低気温記録 °C （°F）                 | −6 (21)                              | −7.2 (19)                            | −4.4 (24.1)                          | −1.9 (28.6)                          | 2.1 (35.8)                           | 8.2 (46.8)                           | 13.0 (55.4)                          | 13.8 (56.8)                          | 8.9 (48)                             | 1.6 (34.9)                           | −1.6 (29.1)                          | −4.8 (23.4)                          | −7.2 (19)                            |
| 降水量 mm （inch）                     | 79.0 (3.11)                          | 103.1 (4.059)                        | 162.6 (6.402)                        | 168.4 (6.63)                         | 208.0 (8.189)                        | 341.0 (13.425)                       | 395.7 (15.579)                       | 299.5 (11.791)                       | 351.4 (13.835)                       | 219.3 (8.634)                        | 109.9 (4.327)                        | 81.8 (3.22)                          | 2,538.2 (99.929)                     |
| 平均月間日照時間                       | 122.1                                | 122.9                                | 159.0                                | 184.2                                | 183.5                                | 120.5                                | 149.9                                | 180.0                                | 135.1                                | 138.9                                | 129.6                                | 123.6                                | 1,747.2                              |
| 出典1：気象庁（平均値：1991年-2020年） |                                      |                                      |                                      |                                      |                                      |                                      |                                      |                                      |                                      |                                      |                                      |                                      |                                      |
| 出典2：気象庁（極値：1977年-現在）     |                                      |                                      |                                      |                                      |                                      |                                      |                                      |                                      |                                      |                                      |                                      |                                      |                                      |

## 歴史

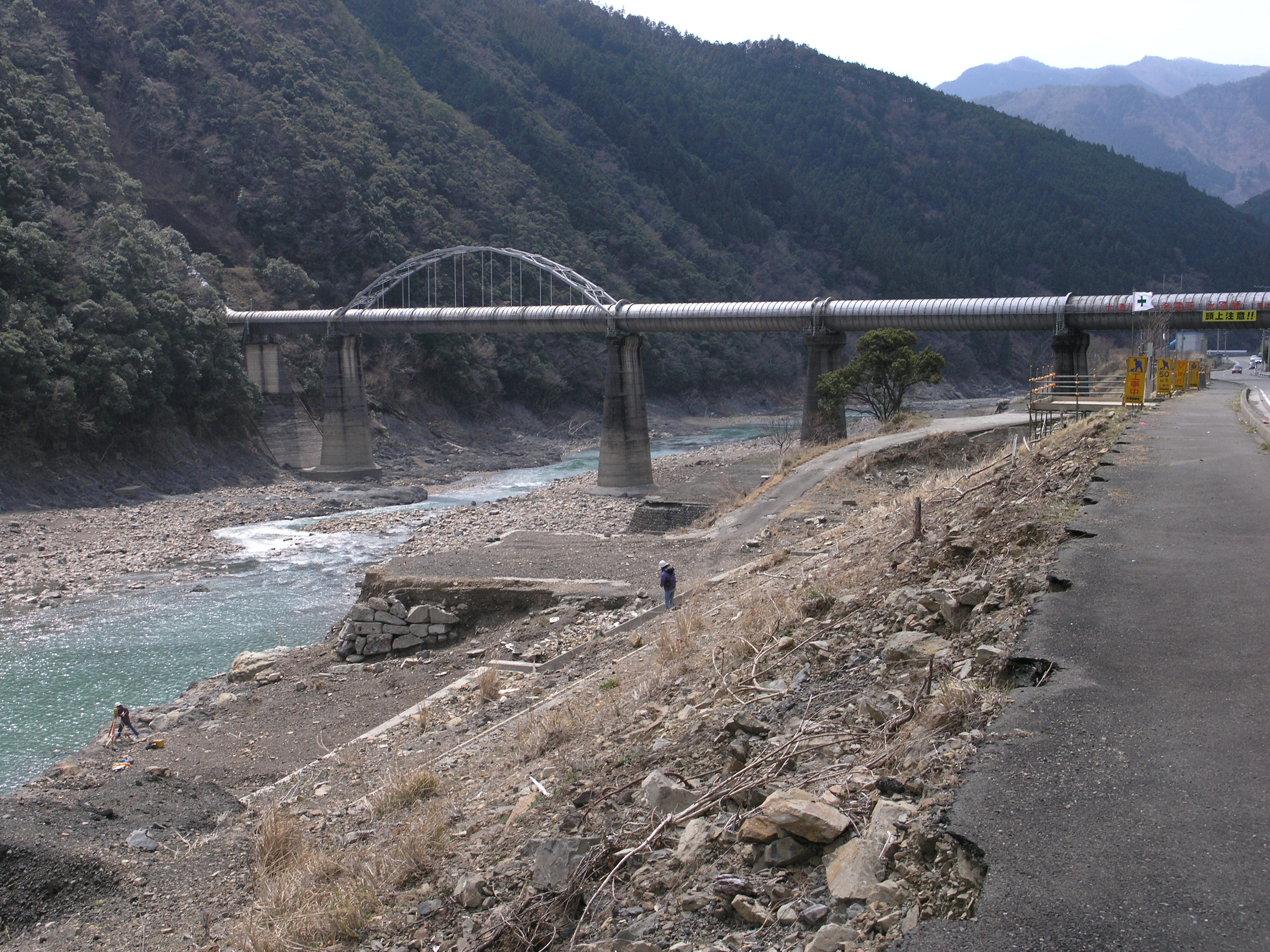
平成23年台風第12号による災害で被災した村営住宅の跡地

村人は神武天皇東征の時に、道案内に立った八咫烏の子孫とされている。
山間部にあり農耕に適さぬ地形のため、古来免租の地域としてその時々の権力者の支配を受けずに半ば独立した村落共同体として存在し続けた。免租の特権を保証してくれる実力者側に常に出兵し、古くは壬申の乱以来幕末までこの政策は変わらなかったが、明治維新後に免租特権が廃止された。南北朝の抗争時は楠木正勝ら南朝側がここを拠点とした。以来、尊王の姿勢を明治維新まで貫いた。周囲とは隔絶した地域だったため、独特の文化・気風があり、十津川郷士を輩出した。
- 1863年
  - 天誅組に十津川郷士が募兵により参加。
  - 7月25日 - 郷章を制定[8][9]。
- 1889年 - 十津川大水害により168人が死亡、村落の大部分が壊滅状態になり、約2500人が北海道へ移住。新十津川村を開拓[10]。
- 1890年6月18日 - 北十津川村、十津川花園村、中十津川村、西十津川村、南十津川村、東十津川村が合併して、十津川村が誕生[8]。
- 1892年1月25日-27日 - 小森に新庁舎ができる[8]。
- 1948年10月 - 小原に役場庁舎が完成し移転[8]。
- 2004年7月1日 - 「紀伊山地の霊場と参詣道」が、ユネスコの世界遺産委員会により「世界遺産一覧表」（文化遺産）に登録された。十津川村には熊野古道小辺路と大峯奥駈道が通り玉置神社がある。
- 2010年9月 - 「日本で最も美しい村」連合に加盟[11]。
- 2011年9月3日 - 台風12号に伴う集中豪雨により、野尻地区をはじめ広範囲で土砂崩れおよび河川の氾濫が発生。同月29日時点で5人が死亡、7人が行方不明[12]。

### 村域の変遷
| 明治22年     | 明治23年 | 現在     |
| ------------ | -------- | -------- |
| 奈良県       |          |          |
| 吉野郡       |          |          |
| 北十津川村   | 十津川村 | 十津川村 |
| 十津川花園村 | 十津川村 | 十津川村 |
| 中十津川村   | 十津川村 | 十津川村 |
| 西十津川村   | 十津川村 | 十津川村 |
| 南十津川村   | 十津川村 | 十津川村 |
| 東十津川村   | 十津川村 | 十津川村 |

## 行政
- 議会:定数9[13]

## 経済

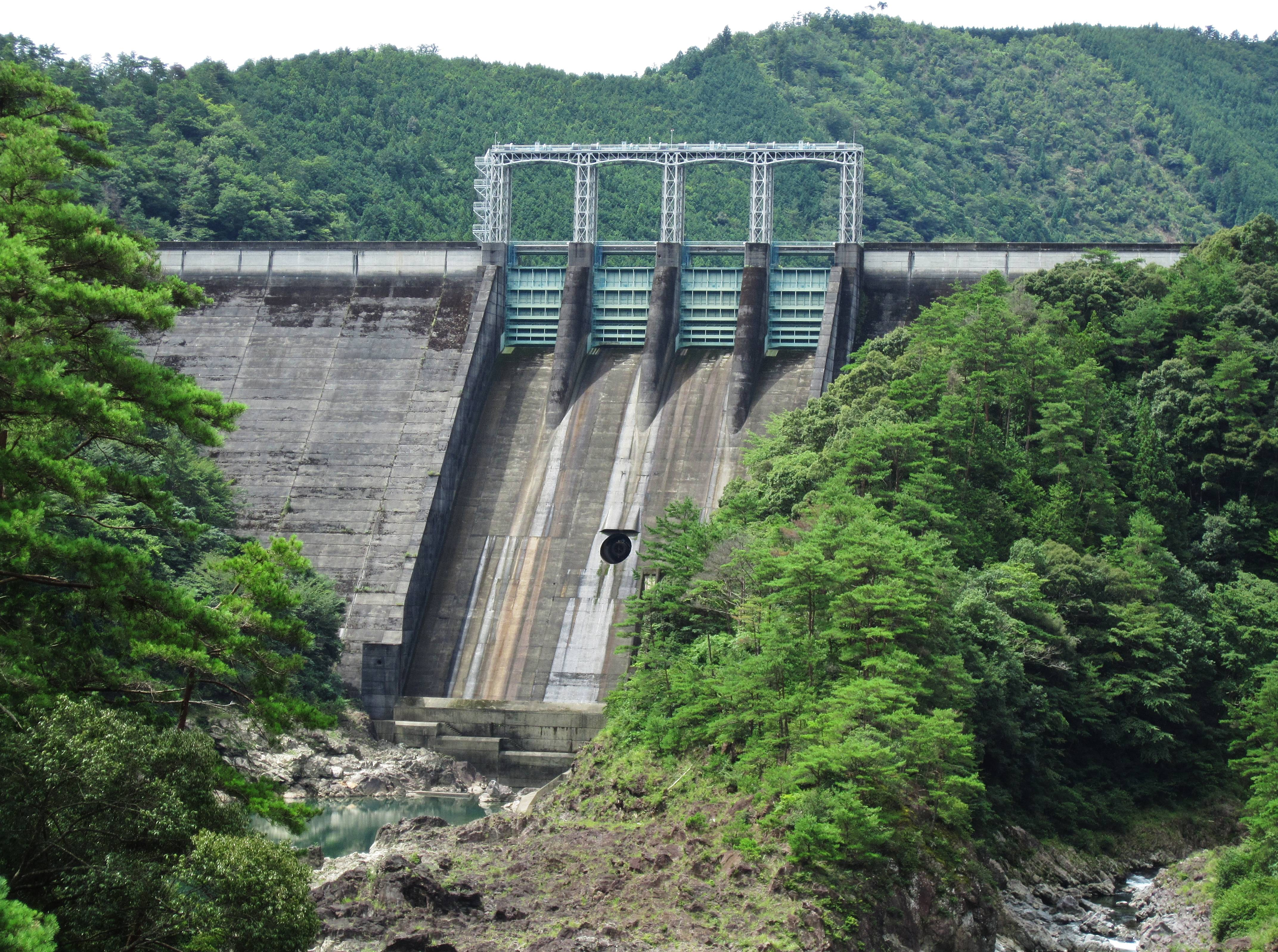
風屋ダム

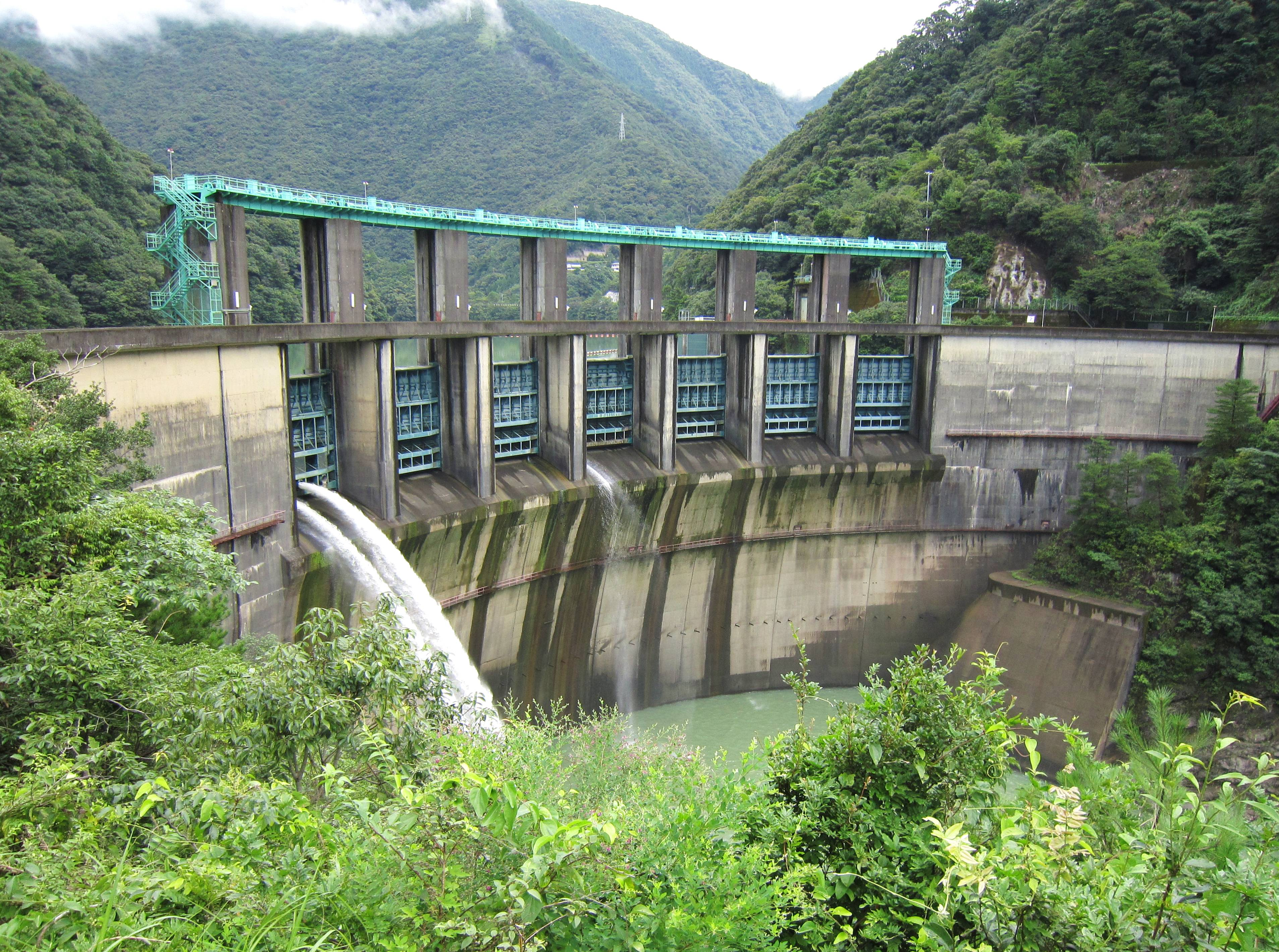
二津野ダム

### 産業
林業、農業、鮎など川魚の養殖・加工が主たる産業になっている。主な特産物は鮎の加工品、山菜、ゆうべし等。
- 風屋ダム・二津野ダム・十津川第一発電所

なお、十津川第二発電所は村内ではなく、十津川村に隣接する和歌山県新宮市にある。

### 金融機関
- 南都銀行 十津川支店（折立）
- 新宮信用金庫 十津川支店（平谷）

### 農業協同組合
- 奈良県農業協同組合（JAならけん）
  - 十津川支店（武蔵）

なお、村内にはJAバンクATMは設置されていない。

### 日本郵政グループ
2014年6月時点。
- 日本郵便株式会社
  - 上野地（うえのじ）郵便局（上野地）
  - 風屋（かぜや）郵便局（風屋）
  - 小原（おはら）郵便局（武蔵）
  - 折立（おりたち）郵便局（折立）
  - 平谷郵便局（平谷）
  - 重里郵便局（重里）
  - 瀞（どろ）郵便局（神下=こうか）

これらの郵便局は全て集配局となっている。また各郵便局にはゆうちょ銀行のATMが設置されており、小原郵便局ではホリデーサービスを実施。
十津川村の郵便番号は以下の通り（番号右隣の括弧内は集配担当の郵便局）。
- 「637-11xx」（上野地）=沼田原（ぬたのはら）、長殿（ながとの）、旭、上野地、宇宮原（うぐはら）、谷瀬（たにぜ）、林、高津（たこうつ）。
- 「637-12xx」（風屋）=内原（ないばら）、滝川、風屋、野尻、山崎（やまさき）、池穴、川津、内野、三浦、五百瀬（いもぜ）、山天（やまてん）、杉清（すぎせ）。
- 「637-13xx」（小原）=大野、小井、小森、湯之原、小原、武蔵。
- 「637-14xx」（折立）=小川、高滝、樫原（かしわら）、込之上（こみのうえ）、折立、山手谷。
- 「637-15xx」（平谷）=那知合（なちあい）、谷垣内（たにがいと）、山手、平谷、猿飼（さるかい）、桑畑、七色、出谷（でたに）、上湯川。
- 「637-16xx」（重里）=重里、永井、玉垣内（たまがいと）、西中、今西、小山手（こやまて）、小坪瀬（こつぼせ）、迫西川（せにしがわ）。
- 「647-15xx」（瀞）=上葛川（かみくずがわ）、東中、玉置川（たまいがわ）、神下。
- また、竹筒（たけとう、647-1271）は日足（ひたり）郵便局（和歌山県新宮市熊野川町日足）の集配担当となっている。

なお十津川村の大字としてその他「大谷」もあるが、無住のため大字単位での郵便番号が設定されていない。村内に「63」「64」の2つの地域区分が併存している。

## 姉妹都市・提携都市

### 国内
- 北海道樺戸郡新十津川町（母村交流）[14] - 1889年8月の十津川大水害を機に村民が集団移住し、開拓した。十津川村と新十津川町は同じ村（町）章を用いている。新十津川町は十津川村を「母村」と呼び、2011年の台風12号で十津川村が被災した際には町で緊急支援対策会議を開いて義援金や職員の派遣などの支援活動を行っている[15]。2017年8月には奈良県を交えて連携協定を結んだ[16]。人口や人口密度は新十津川町が上回っている。
- 徳島県三好郡東祖谷山村（現・三好市東祖谷）
- 熊本県八代郡泉村（現・八代市泉町）

## 地域

### 人口
| |                                          |  |
| 十津川村と全国の年齢別人口分布（2005年） | 十津川村の年齢・男女別人口分布（2005年） |  |
| ■紫色 ― 十津川村 ■緑色 ― 日本全国 | ■青色 ― 男性 ■赤色 ― 女性                |  |
| 十津川村（に相当する地域）の人口の推移 \| 1970年（昭和45年） \| 8,502人 \| \| \| 1975年（昭和50年） \| 8,086人 \| \| \| 1980年（昭和55年） \| 6,627人 \| \| \| 1985年（昭和60年） \| 6,001人 \| \| \| 1990年（平成2年） \| 5,516人 \| \| \| 1995年（平成7年） \| 5,202人 \| \| \| 2000年（平成12年） \| 4,854人 \| \| \| 2005年（平成17年） \| 4,390人 \| \| \| 2010年（平成22年） \| 4,107人 \| \| \| 2015年（平成27年） \| 3,508人 \| \| \| 2020年（令和2年） \| 3,061人 \| \| |                                          |  |
| 総務省統計局 国勢調査より |                                          |  |
| 1970年（昭和45年） | 8,502人                                  |  |
| 1975年（昭和50年） | 8,086人                                  |  |
| 1980年（昭和55年） | 6,627人                                  |  |
| 1985年（昭和60年） | 6,001人                                  |  |
| 1990年（平成2年） | 5,516人                                  |  |
| 1995年（平成7年） | 5,202人                                  |  |
| 2000年（平成12年） | 4,854人                                  |  |
| 2005年（平成17年） | 4,390人                                  |  |
| 2010年（平成22年） | 4,107人                                  |  |
| 2015年（平成27年） | 3,508人                                  |  |
| 2020年（令和2年） | 3,061人                                  |  |

- 人口増減率（2002年→2007年）：-10.8%

### 県の機関
- 奈良県警五條警察署分庁舎（十津川警察庁舎）
- 奈良県庁五條土木事務所（工務第一課五條南方面係および工務第二課）

### 教育
高等学校
- 奈良県立十津川高等学校

歴史上継続性のある前身を含めると創立が幕末の1864年（元治元年）という、県内最古の高等学校であり、十津川郷士が孝明天皇の勅許によって創った。

中学校
- 十津川村立十津川中学校

小学校
- 十津川村立十津川第一小学校（旧三村小学校）
- 十津川村立十津川第二小学校

廃校
- 十津川村立迫西川小学校（2000年休校、2017年廃校）
- 十津川村立西川第一小学校（2017年廃校）
- 十津川村立西川第二小学校（2017年廃校）
- 十津川村立平谷小学校（2017年廃校）
- 十津川村立上野地小学校
- 十津川村立五百瀬小学校
- 十津川村立二村小学校
- 十津川村立上野地中学校
- 十津川村立折立中学校
- 十津川村立西川中学校

## 交通

### 鉄道
村内を通る鉄道路線はなく、最寄り駅はJR 和歌山線の五条駅である。五条駅と新宮駅を結ぶ「五新線」が村内を縦断する計画だったが、実現しなかった。

### 路線バス
- 奈良交通
  - 八木新宮線（十津川・本宮いでゆライン）：近鉄大和八木駅〜五條バスセンター〜JR新宮駅
  - 広域通院ライン（五條・十津川地域連携コミュニティバス）：十津川温泉〜五條バスセンター〜南奈良総合医療センター〜近鉄福神駅
  - 十津川線：五條バスセンター〜十津川温泉（廃止）
- 十津川村営バス（奈良交通十津川営業所に委託）

### 道路
一般国道
- 国道168号
- 国道169号 - 南端部の大字竹筒を通る。
- 国道311号 - 南端部の大字竹筒を通る。
- 国道425号

一般県道
- 奈良県道235号篠原宇井線 - 北端部の大字沼田原を通る。
- 奈良県道・和歌山県道733号川津高野線
- 和歌山県道・奈良県道735号龍神十津川線

## 名所・旧跡・観光スポット・祭事・催事

### 有形の文化遺産
- 世界遺産「紀伊山地の霊場と参詣道」
  - 熊野参詣道小辺路
  - 大峯奥駈道
    - 玉置神社：「梵鐘」と「玉置神社社務所及び台所」が国の重要文化財に指定。
- 谷瀬の吊り橋
- 十津川郷の山村生産用具：国の重要有形民俗文化財に指定。
- 野猿（やえん）：急峻な地形を呈する峡谷の両岸を綱で渡した索道。村内各地にあったが現在はほぼ観光用。
- 辻家住宅：政所（まんどころ）とも呼ばれる。県指定有形文化財。

### 自然資源
- 笹の滝
- 瀞峡：「瀞八丁」の名称で国の特別名勝及び天然記念物に指定。
- 釈迦ヶ岳
- 玉置山：「杉の巨樹群」および「枕状溶岩」が県指定天然記念物。

#### 温泉
以下の3温泉を総称して十津川温泉郷という。
- 上湯温泉
- 湯泉地温泉
- 十津川温泉：多目的施設「昴の郷」がある。

#### その他の観光施設
- 空中の森：樹木の間に張ったネットやツリーハウスを楽しめる施設。村で地域おこし協力隊を務めたフランス人が2020年に開設した[18]。

### 祭事・催事
- 1月上旬：十津川村駅伝大会
- 1月下旬：十津川温泉郷「昴の郷」マラソン大会
- 3月の初午の日：玉置神社「初午祭」
- 6月：源泉かけ流し温泉感謝祭
- 8月4日：つり橋まつり・揺れ太鼓（谷瀬の吊り橋）
- 8月中旬：盆踊り（村内各地）
  - 8月13日：小原の大踊り（十津川の大踊として国の重要無形民俗文化財に指定）
  - 8月14日：武蔵の大踊り（同上）
  - 8月15日：西川の大踊り（同上）
  - 8月中旬：昴の郷ふれあい物語（村内の盆踊りを一堂に）

- 10月中旬：小辺路 TRAIL JOURNEY in 十津川
- 10月24日：玉置神社秋季大祭
- 10月最終日曜または11月第1日曜：国王神社大祭
- 11月上旬：十津川村文化祭
- 12月31日：除夜太鼓

## 寺社
- 玉置神社 – 神仏分離・廃仏毀釈の痕が残る
- 念法眞教十津川念法寺 – 折立
- 八大龍王姫松明神 – 折立
- 源泉薬師堂 – 平谷
- 竹原八幡神社– 谷瀬
- 国王神社– 上野地
- 川津神社– 川津
- 大宮神社– 内野
- 木花佐久也毘賣神社– 風屋
- 市川神社– 滝川
- 矢高神社– 内原
- 天皇神社 – 野尻
- 三神社– 山崎
- 池穴八幡神社– 池穴
- 大将軍神社 – 小井
- 三所神社– 湯之原
- 十津川護国神社– 小原
- 四所神社– 小原
- 八幡神社– 小原
- 皇大神社– 武蔵
- 勝手神社– 小森
- 住吉神社– 大野
- 玉石神社– 玉置川
- 竹筒神社– 竹筒
- 川合神社– 玉垣内
- 国常立神社– 小坪瀬
- 荒木神社– 今西
- 天一神社– 出谷

## 出身・ゆかりの人物
出身者
- 中川正左（大学学長、鉄道閣僚、鉄道会社重役）
- 東武（農林次官、衆議院議員、『北海タイムス』創業者）
- 前田正男（科学技術庁長官・衆議院議員）
- 前田武志（参議院議員・国土交通大臣）
- 中畑義愛（電通社長）
- 野長瀬正夫（詩人）
- 宝みつ子（女優）
- 濱矢廣大（プロ野球選手：東北楽天ゴールデンイーグルス→横浜DeNAベイスターズ）
- 原大樹（マジシャン）
- 羽根拓也（人材育成プロデューサー）

ゆかりの人物
- 荒木貞夫：陸軍軍人、第1次近衛内閣・平沼内閣の文部大臣、男爵。最終階級は陸軍大将。真崎甚三郎とともに皇道派の重鎮。
- さだまさし：歌手で、十津川郷観光大使[19]。
- 鈴井貴之：『水曜どうでしょう』に出演しているCREATIVE OFFICE CUEの会長である。同番組内[20]で「俺の祖先は十津川村出身なんだ」と公表している。
- 西村京太郎：作家で、十津川郷観光大使[19]。推理小説に多く登場する十津川省三警部の名前は、十津川村に由来している。西村がたまたま見ていた日本地図でこの地名を見かけたことから。ただし、十津川村の読みは「とつかわ」と濁らないのに対し、十津川警部の名前は「とつがわ」と濁る。
- 松井絵里奈：タレントで、十津川郷観光大使[19]。祖父母が十津川村民であった[21]。
- 松田忠徳：温泉学者で、十津川郷観光大使[19]。

## 十津川村を特集した刊行物、映像作品

### 民俗研究
- 林宏『十津川郷採訪録』全5巻（十津川村教育委員会、1992～1996年）[22]

### ドキュメンタリー
- 新日本風土記「十津川村」（2019年1月25日、NHK BSP）[23]

### トーク
- さだまさし「嗚呼！十津川村」（さだまさしトークベスト、2002年のステージトーク）[24]

### テレビ番組
- 日経スペシャル ガイアの夜明け 故郷よ、生き残れ…～地方改革　自立への苦闘～（2006年9月5日、テレビ東京）[25] - 新たな産業の育成での村おこしを取材。